# Jon Scheyer
Jonathan James "Jon" Scheyer (Northbrook, Illinois 24 de agosto de 1987) es un exjugador y entrenador de baloncesto estadounidense con pasaporte israelí. Con 1,96 cm de estatura, jugaba en la posición de escolta. En la actualidad es entrenador de la Universidad de Duke.

## Trayectoria
Jon fue ganador de la NCAA en 2010, convirtiéndose en toda una leyenda en este equipo. En los Blue Devils jugaba junto a muchos famosos jugadores de baloncesto como Kyle Singler, Pocius, o Dolan Smith.
En abril de 2013 se retira de la práctica activa del baloncesto con únicamente 25 años, ya que acepta la oferta para incorporarse al personal técnico de Mike Krzyzewski en la Universidad de Duke.
El 2 de junio de 2021 se anunció que Scheyer se convertiría en el entrenador en jefe de Duke después de la retirada de Mike Krzyzewski al finalizar la temporada la temporada 2021-22, asumiendo oficialmente el puesto en abril de 2022.